# فريتشال برو ريستلنغ 2:أودو كايشو
فريتشال برو ريستلنغ 2:أودو كايشو (باليابانية: バーチャル・プロレス2 〜王道継承〜) ، هي لعبة فيديو إلكترونية من نوع رياضة المصارعة الحرة، وتوفر اللعبة عدداً من المصارعين اليابانيين على الحلبة بالإضافة إلى ظهور شخصيات أمريكية أسطورية، نشرت سنة 2000م في اليابان وتعمل حصراً لنظام نينتندو 64.